# Mistrzostwa Europy w Kolarstwie Torowym 2021
Mistrzostwa Europy w Kolarstwie Torowym 2021 – 12. w historii mistrzostwa Europy w kolarstwie torowym. Odbyły się między 5 a 9 października 2021 roku w hali Tissot Velodrome w szwajcarskim mieście Grenchen.

## Medaliści

### Mężczyźni
| Konkurencja                        | Złoto                                                                          | Srebro                                                                   | Brąz                                                                            |
| ---------------------------------- | ------------------------------------------------------------------------------ | ------------------------------------------------------------------------ | ------------------------------------------------------------------------------- |
| Sprint indywidualny                | Harrie Lavreysen                                                               | Jeffrey Hoogland                                                         | Michaił Jakowlew                                                                |
| Sprint drużynowy                   | Holandia Jeffrey Hoogland · Harrie Lavreysen · Roy van den Berg · Sam Ligtlee  | Francja Timmy Gillion · Rayan Helal · Sébastien Vigier                   | Polska Maciej Bielecki · Patryk Rajkowski · Mateusz Rudyk · Daniel Rochna       |
| Wyścig indywidualny na dochodzenie | Jonathan Milan                                                                 | Lew Gonow                                                                | Claudio Imhof                                                                   |
| Wyścig drużynowy na dochodzenie    | Dania Carl-Frederik Bévort · Tobias Hansen · Matias Malmberg · Rasmus Pedersen | Szwajcaria Claudio Imhof · Valère Thiébaud · Simon Vitzthum · Alex Vogel | Wielka Brytania Rhys Britton · Charlie Tanfield · William Tidball · Oliver Wood |
| Keirin                             | Jeffrey Hoogland                                                               | Tom Derache                                                              | Joachim Eilers                                                                  |
| Omnium                             | Alan Banaszek                                                                  | Fabio Van den Bossche                                                    | Matias Malmberg                                                                 |
| 1000 m                             | Jeffrey Hoogland                                                               | Sam Ligtlee                                                              | Patryk Rajkowski                                                                |
| Wyścig punktowy                    | Benjamin Thomas                                                                | Iúri Leitão                                                              | Włas Szyczkin                                                                   |
| Scratch                            | Rui Oliveira                                                                   | Vincent Hoppezak                                                         | JB Murphy                                                                       |
| Wyścig eliminacyjny                | Siergiej Rostowcew                                                             | João Matias                                                              | Thomas Boudat                                                                   |
| Madison                            | Holandia Yoeri Havik · Jan-Willem van Schip                                    | Belgia Kenny De Ketele · Lindsay De Vylder                               | Portugalia Iúri Leitão · Rui Oliveira                                           |

### Kobiety
| Konkurencja                        | Złoto                                                                                              | Srebro                                                                                            | Brąz                                                                            |
| ---------------------------------- | -------------------------------------------------------------------------------------------------- | ------------------------------------------------------------------------------------------------- | ------------------------------------------------------------------------------- |
| Sprint indywidualny                | Shanne Braspennincx                                                                                | Lea Friedrich                                                                                     | Mathilde Gros                                                                   |
| Sprint drużynowy                   | Holandia Shanne Braspennincx · Kyra Lamberink · Hetty van de Wouw · Steffie van der Peet           | Niemcy Lea Friedrich · Pauline Grabosch · Alessa-Catriona Pröpster                                | Rosja Natalja Antonowa · Darja Szmielowa · Jana Tyszczenko · Anastasija Wojnowa |
| Wyścig indywidualny na dochodzenie | Lisa Brennauer                                                                                     | Marion Borras                                                                                     | Mieke Kröger                                                                    |
| Wyścig drużynowy na dochodzenie    | Niemcy Franziska Brauße · Lisa Brennauer · Mieke Kröger · Laura Süßemilch · Lena Charlotte Reißner | Włochy Martina Alzini · Rachele Barbieri · Martina Fidanza · Silvia Zanardi · Letizia Paternoster | Irlandia Mia Griffin · Emily Kay · Kelly Murphy · Alice Sharpe                  |
| Keirin                             | Lea Friedrich                                                                                      | Ołena Starikowa                                                                                   | Jana Tyszczenko                                                                 |
| Omnium                             | Katie Archibald                                                                                    | Victoire Berteau                                                                                  | Rachele Barbieri                                                                |
| 500 m                              | Darja Szmielowa                                                                                    | Pauline Grabosch                                                                                  | Jana Tyszczenko                                                                 |
| Wyścig punktowy                    | Gulnaz Chatuncewa                                                                                  | Shari Bossuyt                                                                                     | Lonneke Uneken                                                                  |
| Scratch                            | Katie Archibald                                                                                    | Valentine Fortin                                                                                  | Daria Pikulik                                                                   |
| Wyścig eliminacyjny                | Valentine Fortin                                                                                   | Letizia Paternoster                                                                               | Neah Evans                                                                      |
| Madison                            | Wielka Brytania Katie Archibald · Neah Evans                                                       | Dania Amalie Dideriksen · Julie Leth                                                              | Francja Victoire Berteau · Marion Borras                                        |

## Tabela medalowa
| Miejsce | Państwo         | złoto | srebro | brąz | Razem |
| ------- | --------------- | ----- | ------ | ---- | ----- |
| 1.      | Holandia        | 7     | 3      | 1    | 11    |
| 2.      | Niemcy          | 3     | 3      | 2    | 8     |
| 3.      | Rosja           | 3     | 1      | 5    | 9     |
| 4.      | Wielka Brytania | 3     | 0      | 2    | 5     |
| 5.      | Francja         | 2     | 5      | 3    | 10    |
| 6.      | Portugalia      | 1     | 2      | 1    | 4     |
| =       | Włochy          | 1     | 2      | 1    | 4     |
| 8.      | Dania           | 1     | 1      | 1    | 3     |
| 9.      | Polska          | 1     | 0      | 3    | 4     |
| 10.     | Belgia          | 0     | 3      | 0    | 3     |
| 11.     | Szwajcaria      | 0     | 1      | 1    | 2     |
| 12.     | Ukraina         | 0     | 1      | 0    | 1     |
| 13.     | Irlandia        | 0     | 0      | 2    | 2     |